# Thomas Couture
Thomas Couture (Senlis, 21 dicembre 1815 – Villiers-le-Bel, 30 marzo 1879) è stato un pittore francese.

## Biografia
Thomas Couture nacque a Senlis, nell'Oise, il 21 dicembre 1815. A undici anni era con la famiglia a Parigi dove studiò all'École des Arts et Métiers e poi all'École des Beaux-Arts. Nel 1830 entrò nell’atelier di Antoine-Jean Gros e poi, alla morte di quest'ultimo, passò in quello di Paul Delaroche.

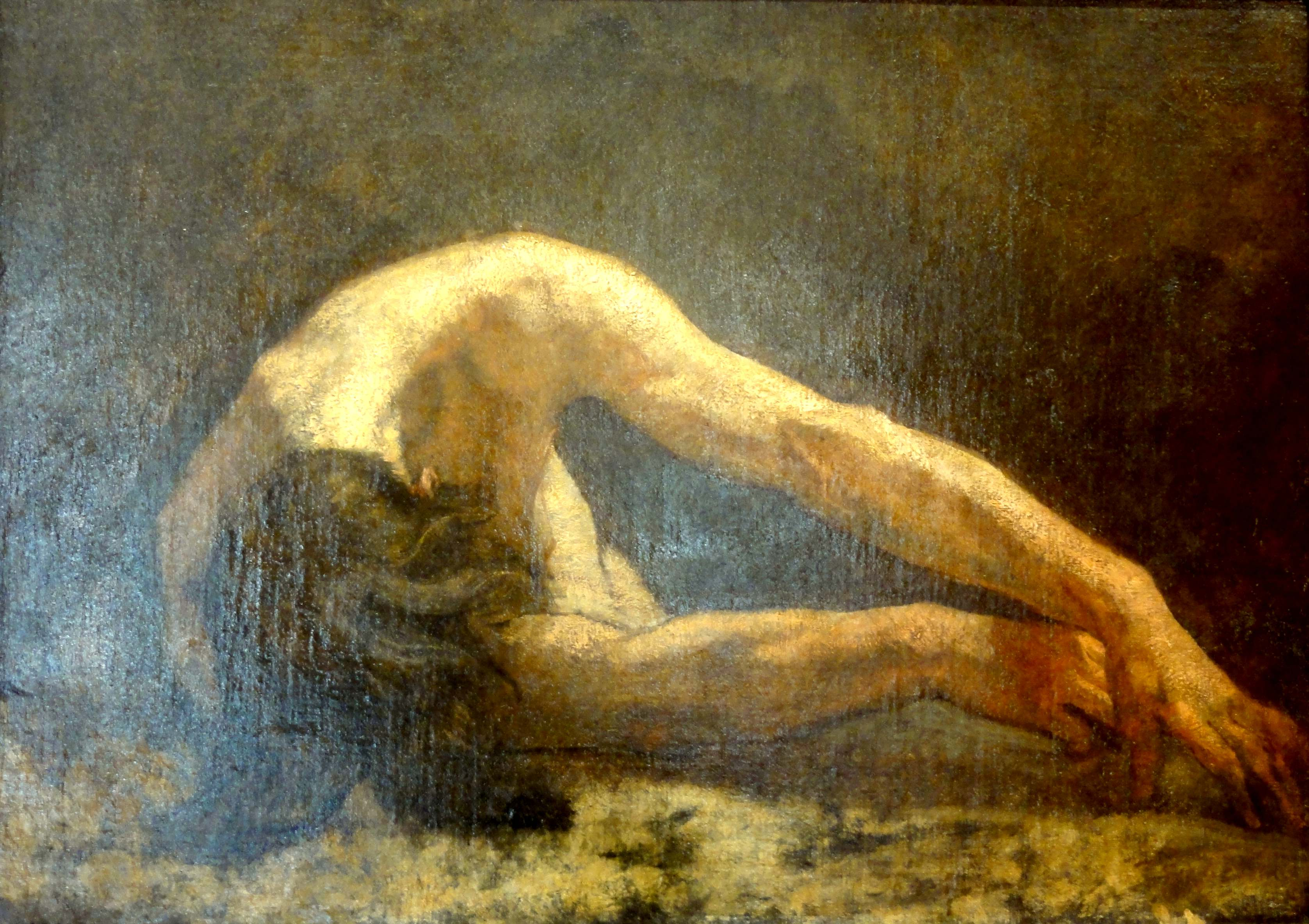
Thomas Couture, Studio d'uomo, 1852-1856, olio su tela. MUDO - Oise Museum, Beauvais

Per sei volte fallì il prestigioso Prix de Rome finché riuscì a vincere il secondo premio nel 1837. Nel 1840 cominciò a esporre nel Salon di Parigi ed ottenne diverse medaglie, in particolare nel 1847 per I romani della decadenza, opera che stupì il pubblico e che lo consacrò definitivamente. Poco dopo questo successo, aprì un proprio atelier destinato a formare molti giovani talenti della scuola storica. Fra gli altri fu sua allieva l'inglese Joanna Mary Boyce londinese e dalla metà del 1848 fu suo allievo l'americano Thomas Hicks, intimo amico di Margaret Fuller. L'11 novembre 1848 ottenne la Legion d'onore.
La tecnica innovativa di Couture piacque molto al pubblico ed egli ottenne commissioni pubbliche ed ecclesiastiche per affreschi che lo impegnarono dalla fine degli anni Quaranta a tutti gli anni Cinquanta, ma lo scarso successo ottenuto dal suo lavoro lo indusse a lasciare Parigi nel 1860 e a fare ritorno a Senlis, la sua città natale, dove proseguì l'insegnamento. Nel 1867 pubblicò un libro dove espose le sue idee sulla pittura e sul suo metodo di lavoro. Quando però un editore gli propose di scrivere la propria autobiografia, Couture rifiutò, dicendo che «La biografia è l'esaltazione della personalità e la personalità è il flagello della nostra epoca». Morì a Villiers-le-Bel nell'Île-de-France ed è sepolto a Parigi, nel cimitero di Père-Lachaise.
Oggi Couture è ricordato solo per il dipinto I Romani della decadenza, nel Museo d'Orsay, e per essere stato il maestro di Pierre Puvis de Chavannes, di Joseph-Noël Sylvestre e di Édouard Manet che frequentò il suo atelier per sei anni, un tempo molto lungo se si considerano i dissapori sorti tra i due: «Non so che ci faccio qui; quando arrivo all'atelier, mi sembra di entrare in una tomba», avrebbe detto il giovane Edouard.

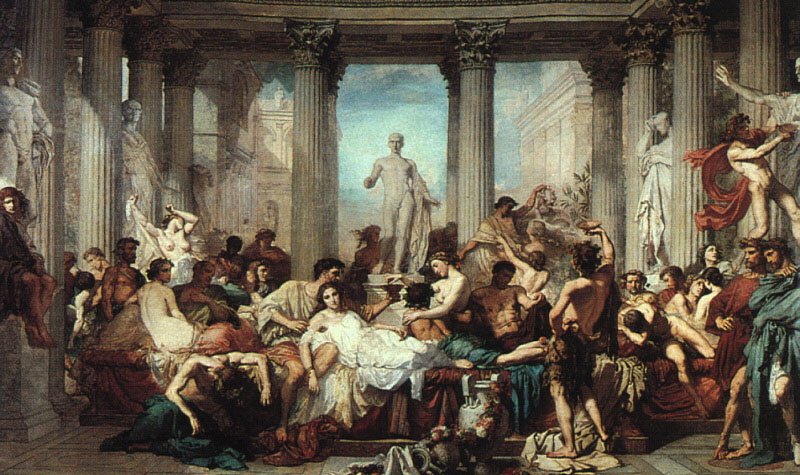
I Romani della decadenza

## Stile
Uno degli artisti più popolari della sua epoca, Couture come abbiamo già detto si formò presso Gros e Delaroche, i quali servirono soprattutto a trasmettergli i rudimenti della pittura. Se da quest'ultimi il Couture aveva ricevuto una lezione essenzialmente tecnica, tuttavia, con gli antichi maestri pervenne a una nuova visione della pittura e informò finalmente personali orientamenti di gusto: è in questo modo che i due Ritratti di Alfred Bruyas, commissionati nel 1850, vennero realizzati «seguendo gli elementi di Tiziano» per il primo e «gli elementi di Van Dyck» per il secondo. Le opere di Couture, in ogni caso, sono caratterizzate da un grande eclettismo stilistico - tipico, d'altronde, del Secondo Impero - e dall'impiego di «procedimenti facili, impasti, contorni colorati, tocchi luminosi che comportarono una fattura pesante».

## Opere
- Il sacrificio di Noè, 1837;
- Il figliol prodigo, 1841, Museo del Louvre;
- Una vedova, 1841, Louvre;
- Il ritorno dai campi, 1841, Louvre;
- Pazzo nella cella, Pinacoteca di Brera, Milano;
- Una "Trouvère", 1843;
- Ritratto del Père de Couture, 1843;
- Ritratto di M.me D., 1843;
- Ritratto di M. H. Didier, 1844;
- Soudard e sua moglie, Museo di Belle arti e di Archeologia di Châlons-en-Champagne;
- I Romani della decadenza, 1847, Museo d'Orsay, Parigi;
- Arruolamento di volontari nel 1792, 1848, Museo d'Unterlinden, Colmar;
- Ritratto di Jules Michelet, Museo Carnavalet, Parigi;
- Madame Bruat, Château Compiègne;
- Il Luogotenente generale visconte di Bonnemains (1773-1850, Museo dell'esercito, Parigi;
- L'amore dell'oro, 1844, Museo di storia naturale di Tolosa;
- Giovane veneziana dopo un'orgia;
- Battesimo del principe imperiale, Château Compiègne;
- La lettura, Château Compiègne;
- L'Amore guida il Mondo, Museo Magnin, Digione;
- Natura morta: gallo appeso per una zampa, Museo d'Arte e Archeologia di Senlis;
- La Principessa Matilde, Château Compiègne.